# Colomys lumumbai
Colomys lumumbai — вид гризунів родини мишових (Muridae). Описаний у 2020 році. До його відкриття рід Colomys вважався монотиповим.

## Назва
На честь конголезького державного діяча Патріса Лумумби (1925-1961).

## Поширення
Вид поширений в центральній і південній частині ДР Конго і в Анголі.